# قرة جة قية
قرة جة قية هي قرية في مقاطعة ميانة، إيران. عدد سكان هذه القرية هو 302 في سنة 2006.